# Nathalie Picquot
Nathalie Picquot   (Hamburg, 1975) és una especialista francoalemanya en desenvolupament de negoci, màrqueting i vendes en l'àmbit digital. Des de març de 2021 és directora global de Corporate Màrqueting, Brand Experiencie i Digital Engagement del Banc Santander. De novembre de 2017 fins a febrer de 2021 va ser directora general de Twitter Espanya i Portugal càrrec que va deixar a causa de discrepàncies amb la política de censura de la xarxa social.

## Trajectòria
De família francesa, va néixer a Alemanya per casualitat vivint en nombrosos països abans de retornar a Espanya a principis de l'any 2000.
Té un Bachelor of Arts-BA en Ciències Polítiques i Relacions Internacionals per la Cornell University de Nova York i ha cursat un màster en Estratègia a 'Harvard Business School. I ha desenvolupat la seva professió als EUA, Irlanda, França, Hong Kong i Espanya.
Va començar a treballar en el departament de vendes de publicitat pel International Herald Tribune a Nova York i acabada la seva formació a Hong Kong International School el 1997, es va incorporar a DoubleClick com International Business Development Manager. El 2002 va passar a exercir una responsabilitat semblant a AdLINK on romangué fins que el 2006 fitxa per Google on va exercir diversos càrrecs de direcció, entre ells Head of You Tube Sales Spain, o Director Branding and Agenciïs, fins que es traslladà a Twitter.
Va treballar en companyies com AdLINK, DoubleClick o International Herald Tribune en càrrecs relacionats amb negoci i vendes. Posteriorment, es va incorporar a Google Espanya on va estar durant onze anys fins que el 2017 ser nomenada directora general de Twitter Espanya i Portugal substituint a Pepe López d'Ayala, nomenat director general de Twitter per als mercats de parla hispana de Llatinoamèrica. Des del març del 2019 fins al setembre del 2020 va ser igualment consellera de MásMóvil i a principis de març va ser nomenada consellera independent de Sanitas.
El febrer de 2021 va anunciar que deixava Twitter a causa de discrepàncies amb la política de censura en aquesta xarxa social.
El març de 2021 es va anunciar la seva incorporació al departament de Comunicació i Màrqueting del Banc Santander, com a directora global de Corporate Màrqueting, Brand Experiencie i Digital Engagement, un càrrec de nova creació per impulsar la transformació digital del banc.